# یوروپا یونیورسالیس: تاج و تخت شمال
 یوروپا یونیورسالیس: تاج و تخت شمال  (نام اصلی: Svea Rike III) یک بازی استراتژی هم‌زمان است که به دست پارادوکس اینتراکتیو ساخته شده‌است. این بازی در سال ۲۰۰۰ در سوئد و در سال ۲۰۰۳ عرضه جهانی شد.
داستان بازی در سال ۱۲۷۵ میلادی در اسکاندیناوی در دورانی از آشفتگی سیاسی شکل می‌گیرد. غیر از اتفاقاتی که خود بازیکن در بازی درست می‌کند، باقی اتفاقات بر اساس تاریخ نهاده شده‌اند.
یوروپا یونیورسالیس: تاج و تخت شمال در واقع نسخه انگلیسی زبان بازی Svea Rike III است.
این بازی نقدهای متوسط یا مختلطی گرفت.